# Salmo 6
El Salmo 6 es el sexto salmo del Libro de los Salmos. El salmo da a su autor como el rey David. La supuesta intención de David al escribir el salmo era que sería para cualquiera que sufriera enfermedad o angustia o para el estado del Reino de Israel mientras sufriera la opresión.
La Biblia de Ginebra (1599) da el siguiente resumen:
Cuando David con sus pecados provocó la ira de Dios, y ahora sintió no solo su mano contra él, sino que también concibió los horrores de la muerte eterna, deseó el perdón. 6 Lamentando que si Dios se lo llevó en su indignación, no le faltaría la oportunidad de alabarlo como solía hacerlo mientras estaba entre los hombres. 9 De repente, sintiendo la misericordia de Dios, reprende con dureza a sus enemigos que se regocijaron en su aflicción.
El salmo es el primero de los siete salmos penitenciales, según lo identificado por Casiodoro en un comentario del siglo VI d. C. Se han hecho muchas traducciones de estos salmos, y muchos compositores se han inspirado en ellos.

## Primeras traducciones
En 1532, Margarita de Angulema, una mujer de nobleza francesa incluida en las nuevas ediciones del popular Miroir de l'âme pécheresse (Espejo del alma pecadora), el sexto salmo de David  El sexto salmo sería luego traducido por el futura Isabel I de Inglaterra en 1544, cuando Isabel tenía once años.  Muchos sienten que el Salmo penitencial tenía una orientación de reforma para los lectores de la época.

## Salmo 6 en las miniaturas medievales
El salmo fue elegido frecuentemente para la iluminación en los Libros de horas medievales, para abrir la sección que contiene los salmos penitenciales.

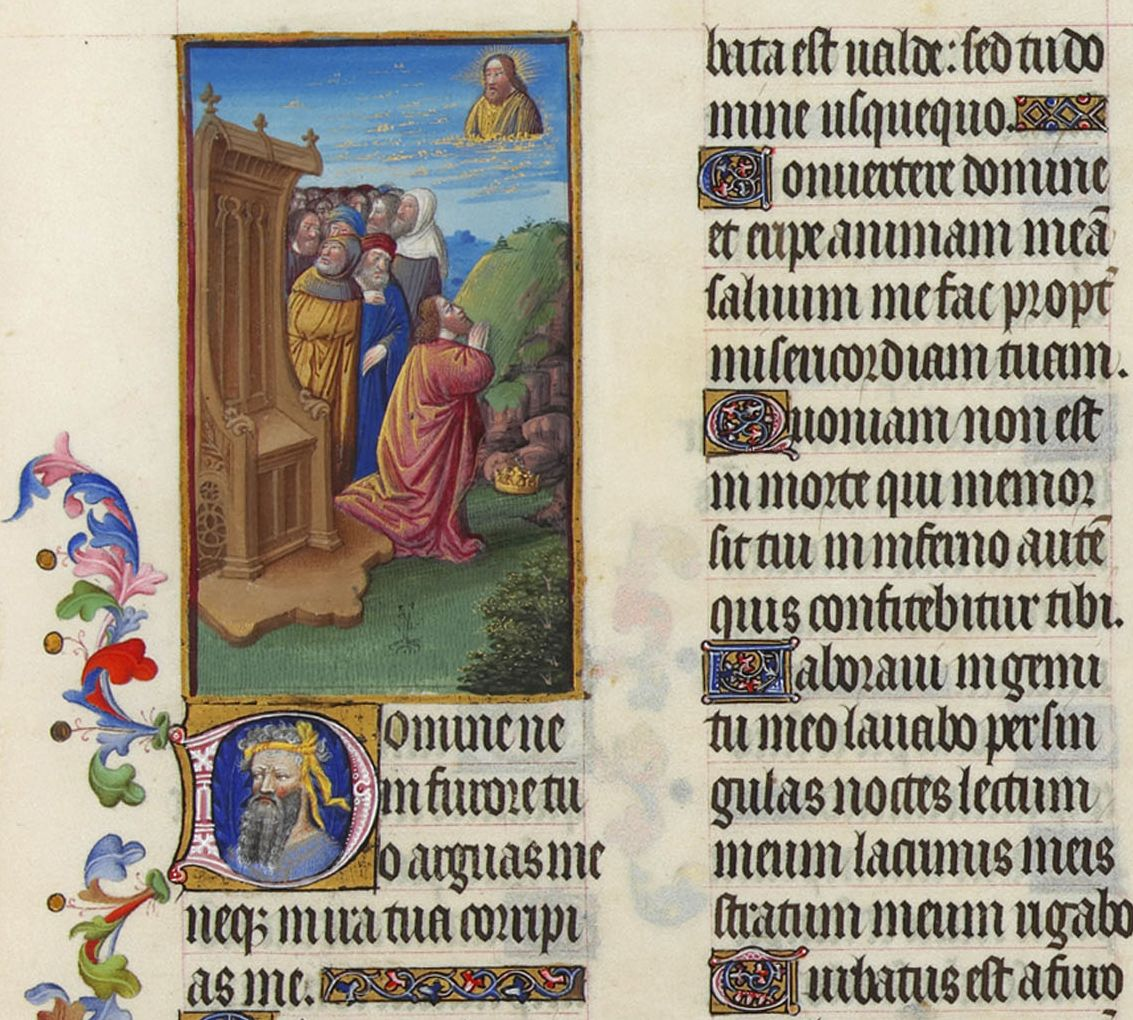
Las muy ricas horas del Duque de Berry (Siglo XV)
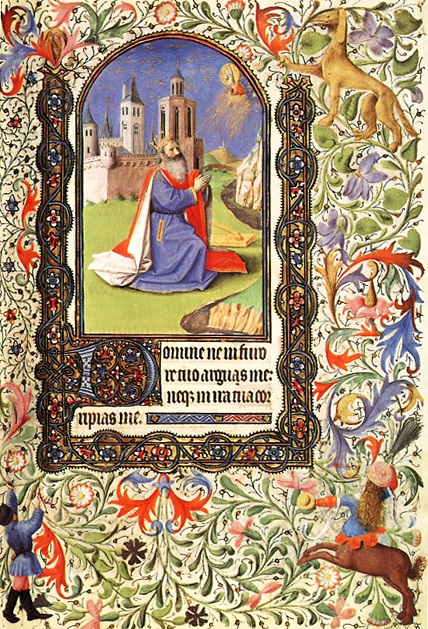
El libro de las horas de Namur
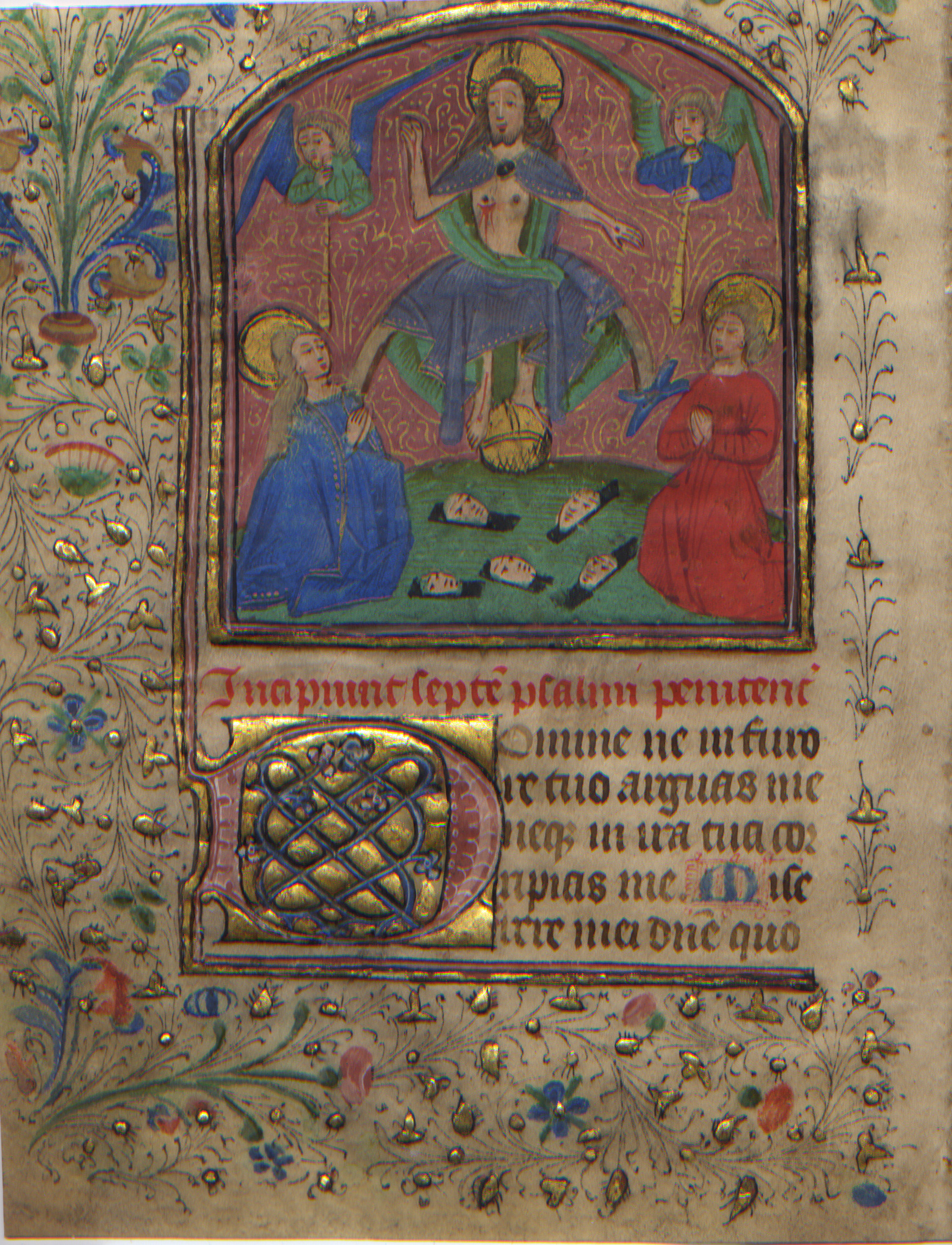
Un libro de horas del siglo XV del sur de Francia. Alrededor de los penitentes están los muertos en sus tumbas.

## Temas
Desde Agustín de Hipona Enarrationes hasta Eduard König y el advenimiento del método de forma crítica a principios del siglo XX esto fue considerado uno de los salmos penitenciales.
Desde entonces, Hermann Gunkel lo ha clasificado como una de las Lamentaciones individuales,  como uno de los "Salmos enfermos".
Para Martín Lutero, el sexto salmo fue muy importante. Ilustra varios puntos centrales de su teología.
El salmo 6 tiene tres partes, distinguidas por la persona. 
1. Primero, el salmista se dirige a Dios y
2. habla por sí mismo y
3. finalmente habla a sus enemigos

El salmista expresa su angustia en las partes 1 y 2 y usa una rica paleta de palabras para describir esta angustia, "impotente", "temblor de huesos", "angustia extrema". Incluso expresa su angustia por la excesiva "capa de lágrimas bañadas", "ojo consumido por el dolor" ...
Al declarar a los enemigos del salmista, entendemos que esta angustia es causada por un problema relacional. Pero no está claro si es inocente. Sin embargo, dice que será reincorporado y que sus oponentes serán confundidos. El problema parece principalmente psicológico, pero también se expresa a través del cuerpo. Es tanto el cuerpo como el alma del salmista clama a Dios. De hecho, también se toca en su ser espiritual, ante el abandono de Dios. En ausencia de Dios emerge la esperanza final del salmista, expresó su grito de confianza en los últimos tres versos.

### Encabezado
El encabezado del Salmo se puede interpretar de diferentes maneras:
- Como una indicación para el conductor
- para la interpretación musical (instrumentos de cuerda)
- Escatológica en vista de los últimos tiempos (lo que reduce la traducción potencialmente incorrecta del cierre de la Septuaginta)

### Interpretaciones

#### Iglesia católica.
El Salmo 6 es una plegaria en medio del sufrimiento, donde el salmista, consciente de su pecado, implora el perdón divino (v. 2). Expone su dolor tanto físico como interior (vv. 3-4), argumenta por qué espera la intervención de Dios (vv. 5-6) y describe la angustia causada por sus adversarios (vv. 7-8). Finalmente, proclama su confianza en que Dios ha escuchado su súplica y le responderá (vv. 9-11). Dios es presentado como un padre que corrige mediante la reprensión y el castigo . La respuesta divina al sufrimiento del salmista anticipa la victoria de Cristo sobre la muerte. En esta clave, la oración cristiana busca no solo alivio temporal, sino el encuentro definitivo con Dios en la vida eterna.
Este salmo es el primero de los siete «salmos penitenciales» usados en la tradición cristiana para expresar el deseo de conversión (Sal 6; 32; 38; 51; 102; 130; 143). Su mensaje central es la súplica confiada de perdón. Josemaría Escrivá anima a repetir esta oración en medio de la fragilidad humana, pidiendo a Dios que, con su misericordia, restaure el alma con mayor fortaleza.
El salmista presenta dos razones para pedir la intervención de Dios: su amor paternal (v. 5) y el anhelo de seguir alabándolo, algo que considera imposible tras la muerte (v. 6), pues en su tiempo no estaba clara la vida después de la muerte. El *Sheol* era visto como un lugar de sombras sin alabanza a Dios. La angustia nocturna intensifica su oración, al igual que la mañana lo hacía en el Salmo 5 (cfr Sal 5,4). Su confianza en la curación se basa en su fe, en un posible oráculo del Templo o en que el salmo se haya escrito después de haber sido sanado. Lo esencial es que su arrepentimiento y lágrimas han sido aceptados por Dios como signo de perdón. El v. 9 es retomado por Jesús para advertir sobre el castigo a quienes actúan en su nombre sin verdadera fidelidad a Dios (cfr Mt 7,23).

## Texto
| verso | hebreo original                                        | Vulgata latina                                                                                     |
| ----- | ------------------------------------------------------ | -------------------------------------------------------------------------------------------------- |
| 1     | לַמְנַצֵּחַ בִּנְגִינוֹת, עַל-הַשְּׁמִינִית; מִזְמוֹר לְדָוִד                  | [In finem in carminibus pro octava psalmus David]                                                  |
| 2     | יְהוָה, אַל-בְּאַפְּךָ תוֹכִיחֵנִי; וְאַל-בַּחֲמָתְךָ תְיַסְּרֵנִי                | Domine ne in furore tuo arguas me neque in ira tua corripias me                                    |
| 3     | חָנֵּנִי יְהוָה, כִּי אֻמְלַל-אָנִי: רְפָאֵנִי יְהוָה - כִּי נִבְהֲלוּ עֲצָמָי     | Miserere mei Domine quoniam infirmus sum sana me Domine quoniam conturbata sunt ossa mea           |
| 4     | וְנַפְשִׁי, נִבְהֲלָה מְאֹד; ואת (וְאַתָּה) יְהוָה, עַד-מָתָי              | Y anima mea turbata es valde y tu dominas usquequo                                                 |
| 5     | שׁוּבָה יְהוָה, חַלְּצָה נַפְשִׁי; הוֹשִׁיעֵנִי, לְמַעַן חַסְדֶּךָ               | Convertere Domine eripe animam meam salvum me fac propter misericordiam tuam                       |
| 6     | כִּי אֵין בַּמָּוֶת זִכְרֶךָ; בִּשְׁאוֹל, מִי יוֹדֶה-לָּךְ                    | Quoniam non est in morte qui memor sit tui in inferno autem quis confitebitur tibi                 |
| 7     | יָגַעְתִּי, בְּאַנְחָתִי - אַשְׂחֶה בְכָל-לַיְלָה, מִטָּתִי; בְּדִמְעָתִי, עַרְשִׂי אַמְסֶה | Laboravi en gemitu meo lavabo per singulas noctes lectum meum en lacrimis meis stratum meum rigabo |
| 8     | עָשְׁשָׁה מִכַּעַס עֵינִי; עָתְקָה, בְּכָל-צוֹרְרָי                        | Turbatus est a furore oculus meus inveteravi inter omnes inimicos meos                             |
| 9     | סוּרוּ מִמֶּנִּי, כָּל-פֹּעֲלֵי אָוֶן: כִּי-שָׁמַע יְהוָה, קוֹל בִּכְיִי          | Discedite a me omnes qui operamini iniquitatem quoniam exaudivit Dominus vocem fletus mei          |
| 10    | שָׁמַע יְהוָה, תְּחִנָּתִי; יְהוָה, תְּפִלָּתִי יִקָּח                       | Exaudivit Dominus deprecationem meam Dominus orationem meam suscepit                               |
| 11    | יֵבֹשׁוּ, וְיִבָּהֲלוּ מְאֹד - כָּל-אֹיְבָי; יָשֻׁבוּ, יֵבֹשׁוּ רָגַע             | Erubescant y conturbentur vehementer omnes inimici mei convertantur y erubescant valde velociter   |

### Versión de la Reina-Valera 1960
1 Jehová, no me reprendas en tu enojo, Ni me castigues con tu ira.
2 Ten misericordia de mí, oh Jehová, porque estoy enfermo; Sáname, oh Jehová, porque mis huesos se estremecen.
3 Mi alma también está muy turbada; Y tú, Jehová, ¿hasta cuándo?
4 Vuélvete, oh Jehová, libra mi alma; Sálvame por tu misericordia.
5 Porque en la muerte no hay memoria de ti; En el Seol, ¿quién te alabará?
6 Me he consumido a fuerza de gemir; Todas las noches inundo de llanto mi lecho, Riego mi cama con mis lágrimas.
7 Mis ojos están gastados de sufrir; Se han envejecido a causa de todos mis angustiadores.
8 Apartaos de mí, todos los hacedores de iniquidad; Porque Jehová ha oído la voz de mi lloro.
9 Jehová ha oído mi ruego; Ha recibido Jehová mi oración.

10 Se avergonzarán y se turbarán mucho todos mis enemigos; Se volverán y serán avergonzados de repente.

### Versión de la Reina-Valera 1995
1 Jehová, no me reprendas en tu enojo ni me castigues con tu ira.
2 Ten misericordia de mí, Jehová, porque estoy enfermo; sáname, Jehová, porque mis huesos se estremecen.
3 Mi alma también está muy turbada; y tú, Jehová, ¿hasta cuándo?
4 Vuélvete, Jehová, libra mi alma. ¡Sálvame por tu misericordia!,
5 porque en la muerte no hay memoria de ti; en el seol, ¿quién te alabará?
6 Me he consumido a fuerza de gemir; de llanto inundo mi lecho todas las noches, riego mi cama con mis lágrimas.
7 Mis ojos están gastados de sufrir; se han envejecido a causa de todos mis angustiadores.
8 ¡Apartaos de mí, todos los hacedores de maldad, porque Jehová ha oído la voz de mi lloro!
9 Jehová ha oído mi ruego; ha recibido Jehová mi oración.

10 Se avergonzarán y se turbarán mucho todos mis enemigos; se volverán y, de repente, serán avergonzados.

### Versión de La Biblia de las Américas
1 Señor, no me reprendas en tu ira, ni me castigues en tu furor.
2 Ten piedad de mí, Señor, pues languidezco; sáname, Señor, porque mis huesos se estremecen.
3 Mi alma también está muy angustiada; y tú, oh Señor, ¿hasta cuándo?
4 Vuélvete, Señor, rescata mi alma; sálvame por tu misericordia.
5 Porque no hay en la muerte memoria de ti; en el Seol, ¿quién te dará gracias?
6 Cansado estoy de mis gemidos; todas las noches inundo de llanto mi lecho, con mis lágrimas riego mi cama.
7 Se consumen de sufrir mis ojos; han envejecido a causa de todos mis adversarios.
8 Apartaos de mí, todos los que hacéis iniquidad, porque el Señor ha oído la voz de mi llanto.
9 El Señor ha escuchado mi súplica; el Señor recibe mi oración.

10 Todos mis enemigos serán avergonzados y se turbarán en gran manera; se volverán[i], y de repente serán avergonzados.

## Usos

### Nuevo Testamento
Algunos versículos del Salmo 6 se mencionan en el Nuevo Testamento :
- Versículo 3a: en Juan 12:27 .
- Versículo 8 en Mateo 7:23; Lucas 13:27.[11]

En los Salmos, casi todos los Lamentos terminan con un repunte y aquí el repunte es una declaración de confianza para ser escuchado. Salmo 6: 8-10 . Los modelos de oración dolorosa lamentan con una actitud de ser escuchados, como se ve en la Epístola a los hebreos. Hebreos 5: 7

### Iglesia católica
De acuerdo con la Regla de San Benito (530 dC ), el Salmo 1 al Salmo 20 se reservaron principalmente para el cargo de Primer. De acuerdo con la Regla de San Benito, (530) se usó el lunes, en el Primero después del Salmo 1 y el Salmo 25. También en la Liturgia de las Horas, el Salmo 6 se recita o canta en la Oficina de Lecturas para el lunes de la primera semana. Para facilitar la comprensión se le asigna a cada salmo un título en rojo (rúbrica) que no forma parte del salmo. El título del Salmo 6 es Oración del afligido que acude a Dios'".

### Iglesia ortodoxa Tawahedo de Etiopía
- El versículo 1 (que es casi idéntico al versículo 1 del Salmo 38 ) se cita en el capítulo 6 de 1 Meqabyan , un libro considerado canónico por esta iglesia.[14]

### Música
En la Regla de San Benito, el salmo se canta "En primer lugar el lunes con otros tres salmos, a saber, el Salmo 1, el Salmo 2 y el Salmo 6".
Heinrich Schütz estableció el Salmo 6 dos veces:
Una vez como " Oh señor, no me castigues", SWV  24, incluido en su Salmos de David , op.  2 (1619),  y una vez como "Oh Señor Dios, no me castigues", SWV 102, como parte de su configuración de Salterio Becker , op. 5 (1628).  "Señor, no me castigues en tu ira / te lo pido de corazón" (no debe confundirse con "Señor, no me castigas en tu ira / no me dejes consumir por tu ira", una paráfrasis del Salmo 38 )  es una paráfrasis alemana del Salmo 6, establecida por, entre otros, Johann Crüger (1640, Zahn number. configuraciones basadas en la melodía del himno de Crügerse incluyeron en el Neu Leipziger Gesangbuch y fueron compuestas por Johann Sebastian Bach ( BWV 338 )..
El Salmo 6 también formó la base del himno " Straf mich nicht in deinem Zorn " (No me castigue en su ira) por Johann Georg Albinus (1686, extracto; ECG 176). El compositor francés Henry Desmarest utilizó el salmo en la obra "Grands Motets Lorrain".